# Mulhacén
O Mulhacén é a mais alta montanha da Península Ibérica. É o ponto mais elevado da Serra Nevada na Cordilheira Penibética e atinge os 3 478,6 metros de altitude, 3285 m de proeminência topográfica (o cume-pai é o Balmhorn, na Suíça) e 528,79 km de isolamento topográfico (o pico mais alto mais próximo é o Arin' Ayachi em Marrocos).
Embora não tenha uma altitude muito significativa, o Mulhacén é a montanha europeia mais alta fora do Cáucaso e dos Alpes. Excluindo as ilhas Canárias, é também o terceiro pico da Europa Ocidental em proeminência topográfica, apenas ultrapassado pelo monte Branco e pelo monte Etna, e o 64.º no mundo. O cume não é excecionalmente dramático em termos de declive ou relevo. O flanco sul é suave, e apresenta pouca dificuldade técnica para a escalada. Pode ser escalado num dia só a partir de Capileira ou de Trevélez, duas aldeias das Alpujarras.
Deve o seu nome a Mulei Alboácem, conhecido pelos Castelhanos como Mulhacén, o antepenúltimo rei mouro de Granada (r. 1464–1485), que de acordo com uma lenda está sepultado no topo.